# Iglesia del Salvador (Casas Bajas)
La iglesia parroquial de El Salvador es un templo católico situado en Casas Bajas, municipio del Rincón de Ademuz, provincia de Valencia (Comunidad Valenciana, España).
Construcción Neoclásica erigida a finales del siglo XVIII sobre una ermita anterior.

## Historia
La localidad de Casas Bajas fue una aldea de Ademuz hasta que se segregó de la villa, constituyéndose en municipio independiente, hecho que tuvo lugar al comienzo del segundo tercio del siglo XIX (1838). La aldea tenía una iglesia constituida en vicaría en 1745,  bajo la advocación de la «Transfiguración del Señor», aneja a la parroquia de Ademuz y servida por un vicario del patronato real y un sacristán, nombrado por el Ayuntamiento.

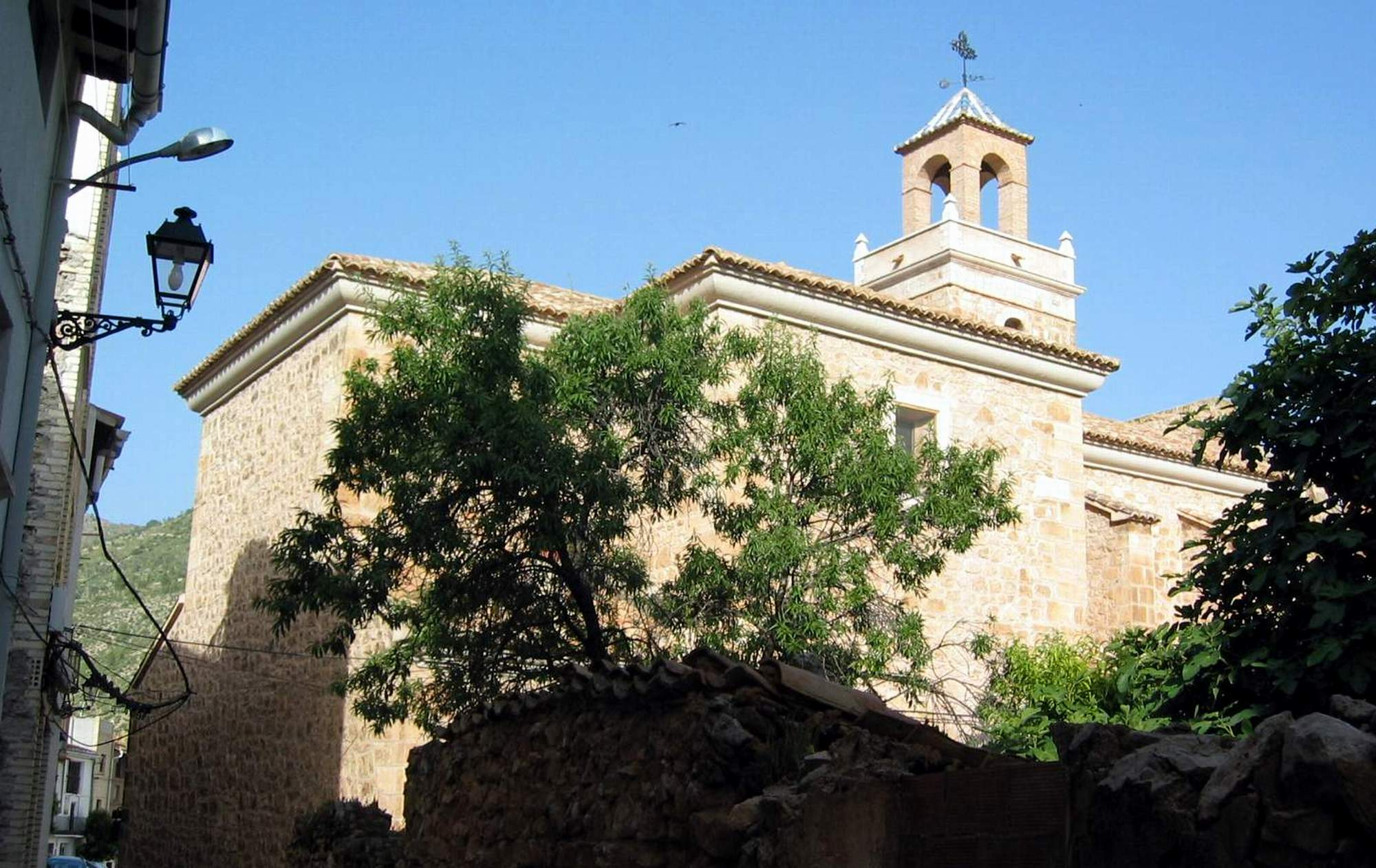
Vista meridional de la Iglesia parroquial del Salvador, con detalle de la cabecera y crucero izquierdo, y la torre-campanario al fondo.

La denominación canónica actual del templo es «El Salvador», anteriormente «Señor San Salvador»; cabe tener en cuenta, sin embargo, que este nombre es una simplificación de la expresión «Transfiguración del Señor, San Salvador», otra forma de titular a Jesús de Nazaret. En la fiesta de la Transfiguración del Señor los cristianos celebran «la carne humana de Jesús», de ahí que la imagen del «Salvador» se represente como un varón semidesnudo, apenas cubierto por una túnica. Corresponde a la celebración de la fiesta del Sucot, también denominada de las Tiendas o de los Tabernáculos, cuando los judíos conmemoran la cohabitación de Dios con el hombre.
El templo actual comenzó a construirse a finales del siglo XVIII, sobre el solar de una pequeña ermita existente en la localidad, entonces una pedanía de Ademuz:

«Consta documentalmente que un matrimonio, vecino de la villa de Ademuz y residente en «Casas del Río Vaxas» [Simón Antón y Thomasa Aguilar], donó de limosna al común de los moradores una porción de heredad, que lindaba con la ermita de San Salvador, para la fundación y construcción de un templo en el Lugar [1773, mayo 16]...».
Del paisaje, alma del Rincón de Ademuz, Alfredo Sánchez Garzón

El hecho tuvo lugar a finales del Siglo de las Luces, en tiempo del obispo de Segorbe, don Alonso Cano (1770-1780); durante su pontificado, a la iglesia de Casas Bajas le fue concedido el «derecho de asilo e inmunidad eclesiástica», conforme a lo acordado entre el rey Carlos III y el Papa Clemente XIV.
El templo se terminó de construir mediados los años veinte del siglo XIX. Junto a la fachada del nuevo templo, lado de la epístola, se hallaba el cementerio local, en lo que hoy es la plaza Mayor del lugar: Madoz (1847) refiere la existencia de «una plaza en el centro del pueblo, donde estuvo el cementerio antiguamente, hasta el año 1834, que se construyó otro en sus afueras». Propiamente, «el cementerio adyacente a la iglesia fue traslado fuera del pueblo, a su actual emplazamiento en la partida de La Hoyuela». Ello permitió ampliar la plaza hacia el norte.
Con motivo de las desamortizaciones eclesiásticas habidas en el primer tercio del siglo XIX, el Convento de San Guillermo de Castielfabib hubo de ser desmantelado, su retablo fue adquirido por la parroquia de Casas Bajas –según consta en documento firmado y signado por el Guardián, fray Ramón Escrivá, el 17 de abril de 1826-:

«Certifico yo el infrafirmado Guardián del Convento de S. Guillermo de la Villa de Castiel, ser verdad, como el Síndico Apostólico de dicho Convento ha recibido de Manuel Antón y Rubio vecino de Casas Bajas del Río, depositario por los vecinos de las limosnas destinadas para el Retablo Cincuenta libras, moneda corriente, primera paga de los doscientos pesos a que se obligaron en la trasacción de dicho Retablo, perteneciente dicha paga al año 1825.».
Del paisaje, alma del Rincón de Ademuz, Alfredo Sánchez Garzón

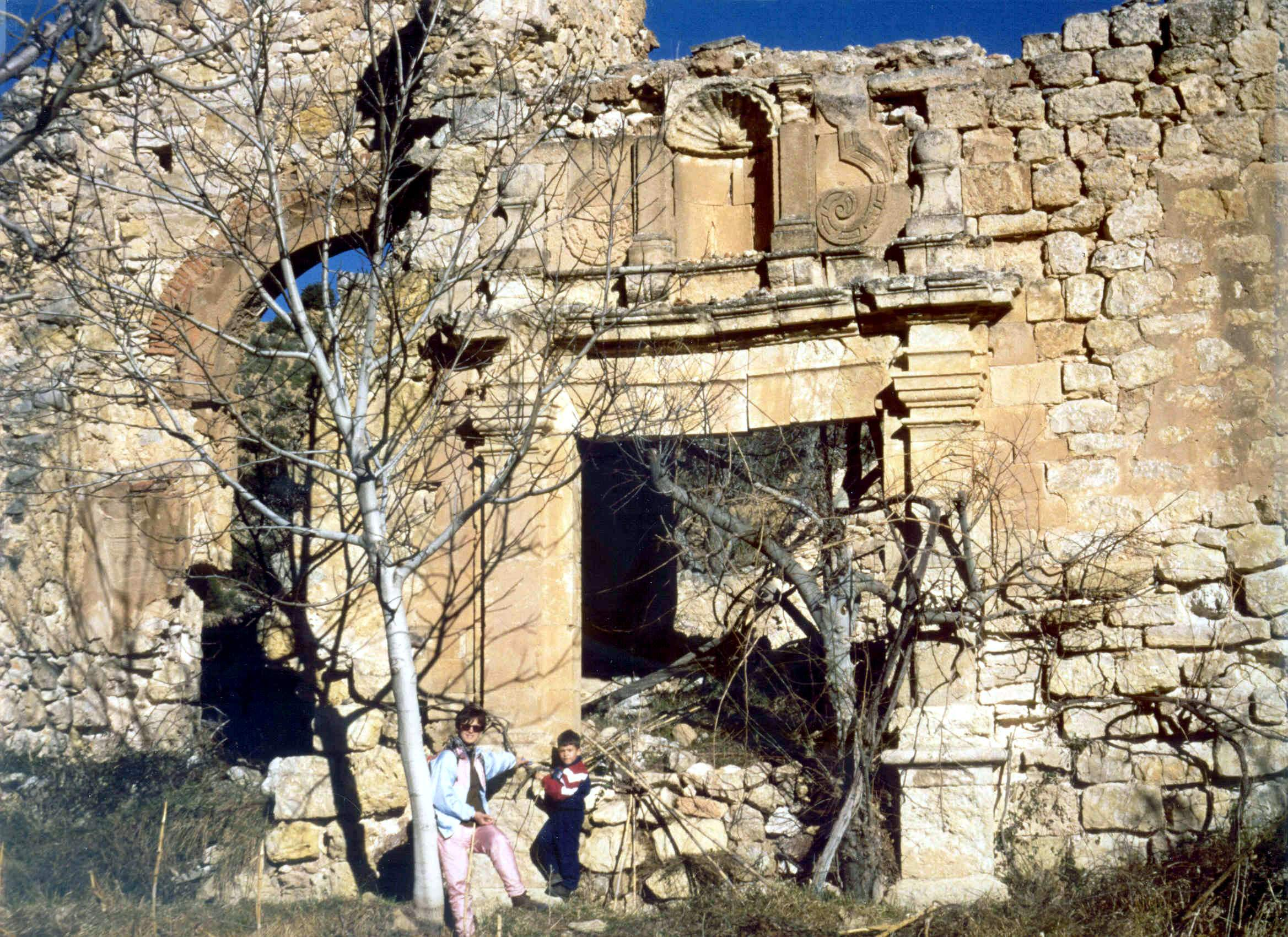
Vista frotal de las ruinas de la fachada principal (occidental) de la iglesia del Convento de San Guillermo de Castielfabib (Valencia).

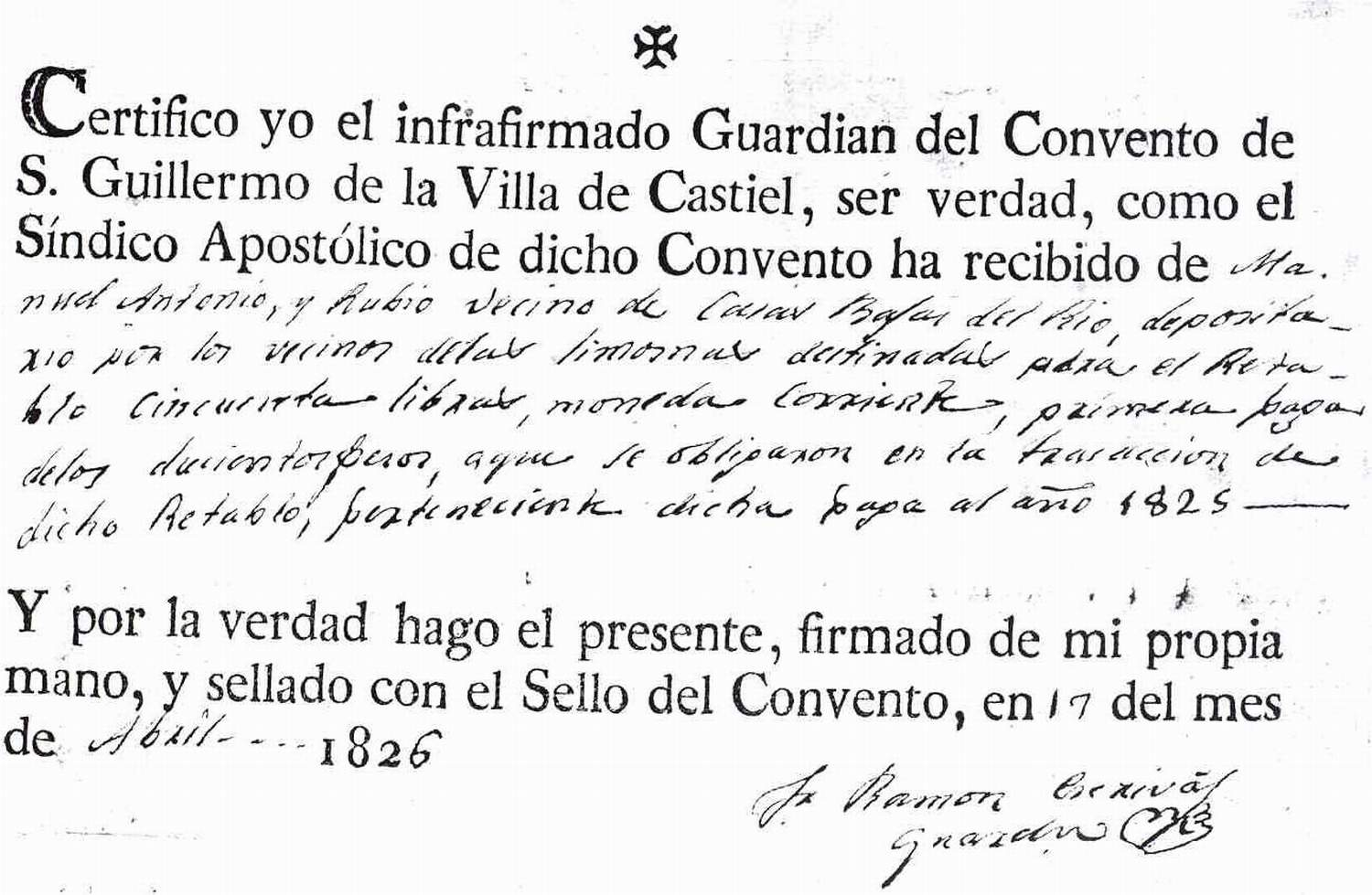
Detalle del recibo de la compraventa del retablo de la iglesia del Convento de San Guillermo de Castielfabib por la parroquial de Casas Bajas (Valencia), año 1826.

Junto a la firma y rúbrica de los representantes, el documento de compraventa posee el sello en papel del convento. A la fecha de la compra del Retablo de la iglesia conventual de los franciscanos de Castielfabib, el templo de Casas Bajas ya estaba terminado. No obstante, faltaba la torre-campanario, que se erigió en los años cincuenta del siglo XIX –así consta en documento de fecha 21 de octubre de 1857-:

«La espléndida torre-campanario de la parroquial de Casasbajas (...), se construyó sobrepasado el ecuador del mismo siglo (XIX), merced a la solicitud de los vecinos, que suscribieron un documento dirigido al alcalde y por su intermedio al Gobernador Civil de Valencia, solicitando se dignase conceder permiso para su construcción, “con el objeto de embellecer la iglesia parroquial y colocar un reloj, para comodidad del vecindario”, obligándose a todos los gastos que dicha obra ocasionase, incluidos los materiales y mano de obra...».
Del paisaje, alma del Rincón de Ademuz, Alfredo Sánchez Garzón

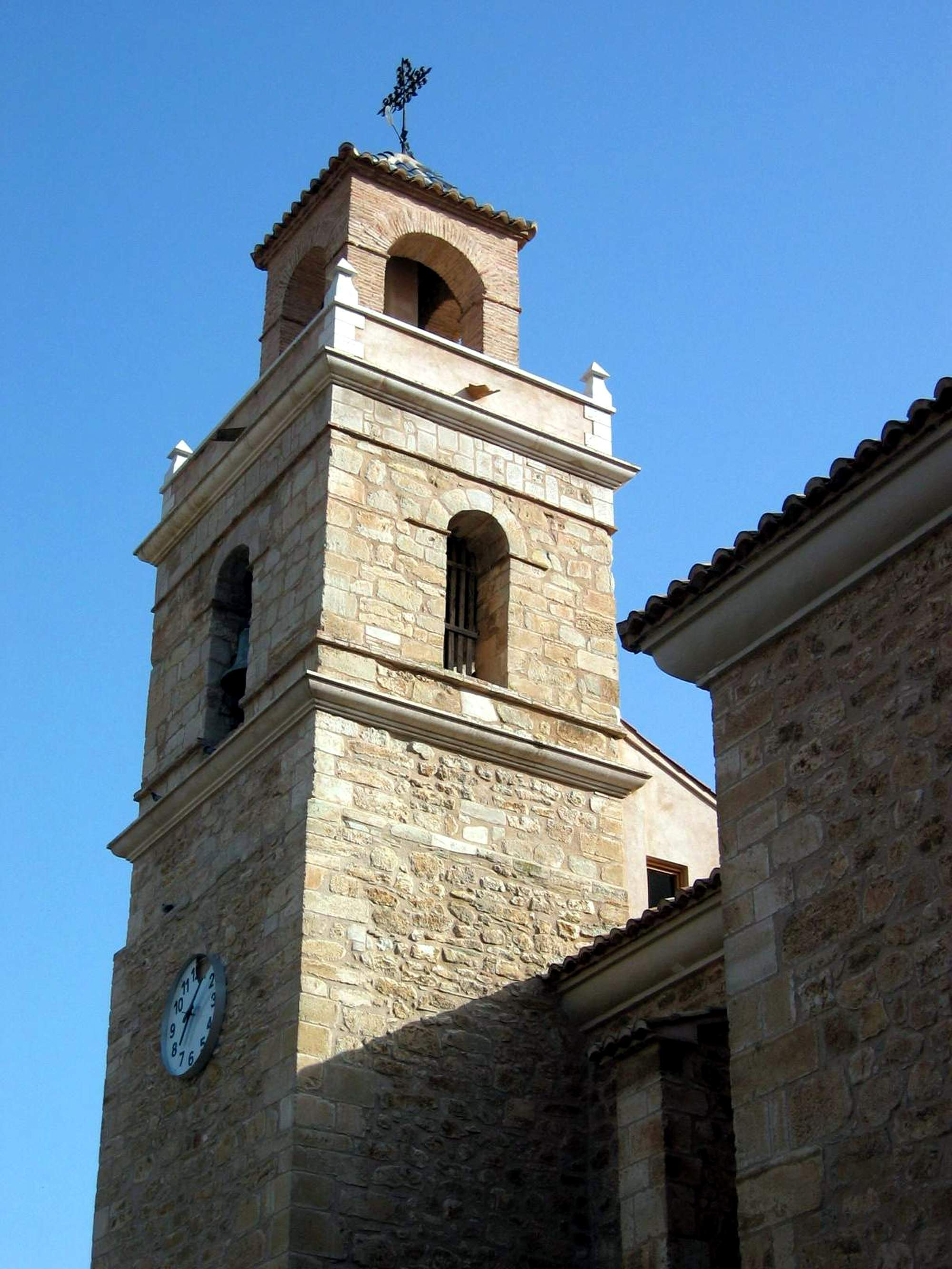
Vista noroccidental de la parroquial de Casas Bajas (Valencia), con detalle de la torre-campanario.

La finalidad de la construcción era básicamente religiosa, «en beneficio y agradecimiento de los (bienes) que dispensa la divina providencia», pero también práctica, «para poder colocar un reloj, «cuando lo permitan las circunstancias», que sirviese para comodidad de todos». Los vecinos firmantes se obligaron a costear todos los gastos que ocasionasen las obras, materiales y mano de obra incluidos, respondiendo con su peculio: los firmantes se obligaron por ellos y por el común de los vecinos, «con excepción de los pobres de solemnidad».
Tras la Desamortización de Mendizábal y Espartero (1834-1854), el obispo fray Domingo Canubio y Alberto (1804-1864) dividió la diócesis de Segorbe en cinco arciprestazgos (Ademuz, Alpuente, Chelva, Jérica y Montán). De esta época data la creación de vicarías perpetuas e independientes en Casas Altas y Casas Bajas, separadas de Ademuz (1857).
El mayor desastre sufrido por la iglesia parroquial de Casas Bajas fue durante la Revolución Española de 1936, momento en que fue saqueada, quemando el magnífico retablo adquirido a los franciscanos de Castielfabib y aprovechado el edificio como almacén de intendencia y garaje para la reparación de vehículos –para entrar los vehículos se abrió un enorme boquete en el muro de la epístola, que da a la plaza-. El vecino Jesús Manzano Aguilar (Casas Bajas, 1911), sastre de profesión y sacristán de la parroquial cuenta cómo fue:

«El mismo día 18 de julio dijeron que iban a venir los de Teruel, los fascistas, y todo el mundo se quedó quieto, pero no vinieron... Al otro día dijeron que iban a venir los de Utiel y Valencia, los rojos de la Columna de Hierro... Y vinieron, pero no pasó nada...  Bueno, les hicimos la comida y yo mismo estuve sirvéndoles... Tiraron la campana grande desde la torre y se hizo pedazos... Después sacamos las imágenes y todo lo de la iglesia, y lo quemamos... (...) Así que las cargamos en un camión y nos las llevamos a un barranco que hay por ahí abajo, que llaman del Rayuelo, y les pegaron fuego... (...) Sí, el retablo también ardió casi todo, lo utilizaron para hacer leña y guisar la comida, pero aún quedó algo de la mesa del altar y alguna columna...».
Del paisaje, alma del Rincón de Ademuz, Alfredo Sánchez Garzón

El testimonio del sacristán se halla corroborado por otros vecinos, que relatan otros desastres de la Guerra Civil (1936-1939), y el destino dado al templo durante el periodo bélico. En la posguerra, la falta de retablo mayor se solucionó armando otros retablos que no fueron del gusto de la feligresía y hubo que retirarlos.
Mediados los años setenta del siglo XX, el pintor Salomón (1976) pintó sobre el muro frontal del presbiterio un retablo de pincel representado un grandioso y colorista Juicio Final, «con multitud de figuras de mirada entre ingenua y sorprendida, que impresiona por su crudo realismo», y que se prestaba a una rica interpretación teológica.

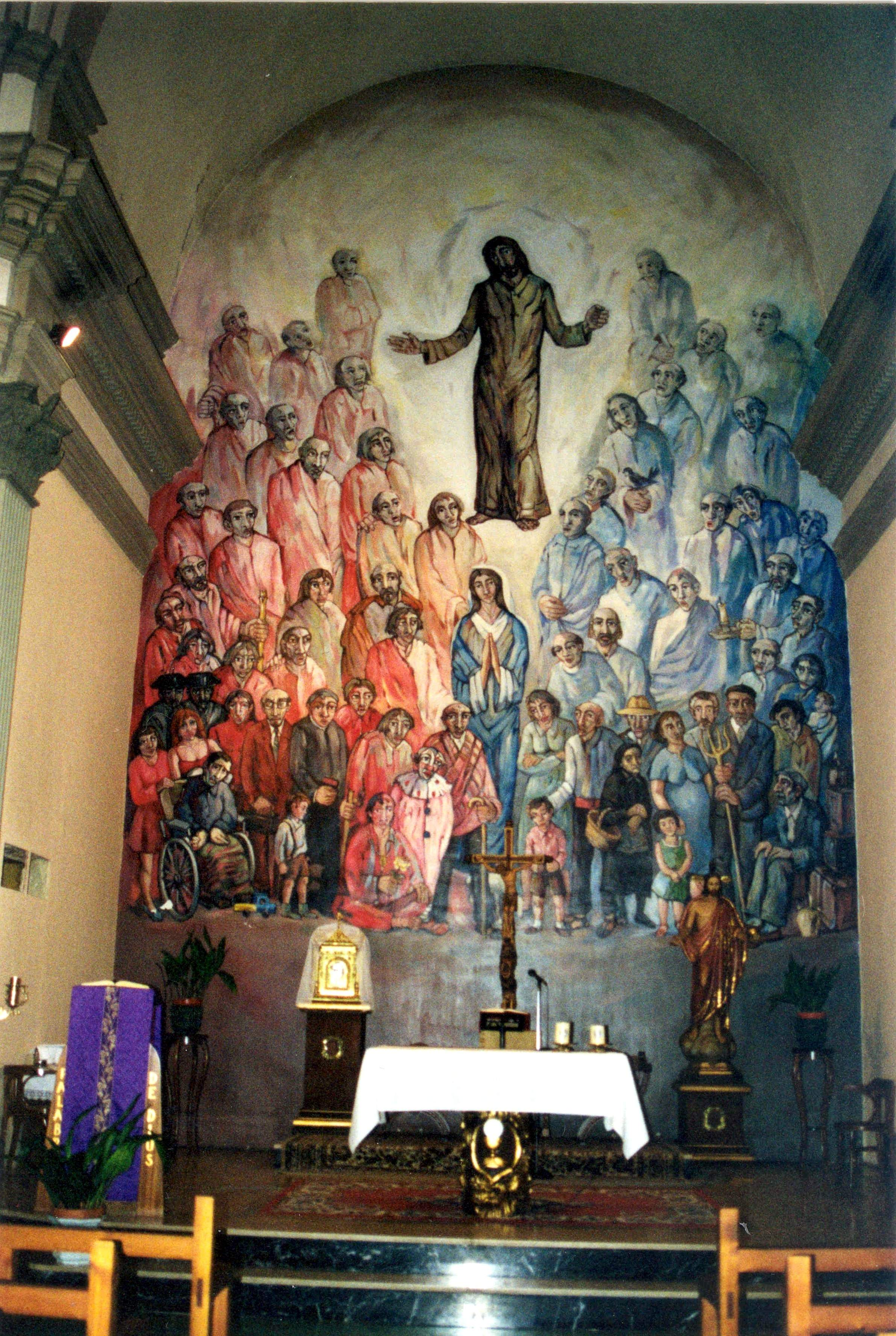
Vista frontal del antiguo retablo de pincel, obra de Salomón (1976) en la parroquial de Casas Bajas (Valencia).

El retablo de pincel, obra de Salomón, no era de gusto de una parte de la feligresía, razón por la que fue sustituido por otro Neoclásico, más acorde a la fábrica del templo: el nuevo retablo, obra del tallista Antonio Salarich y de la decoradora Sofía Martínez Hurtado y su equipo técnico (Alejandro Martínez Hurtaldo, José Vicente Sanmartín Mora y Mara Peiró Ronda), asesorados artísticamente por el profesor de Historia del Arte de la Universidad de Valencia y director del Museo del Patriarca, Daniel Benito Goerlich: la financiación de las obras corrió a cargo de los hermanos Jesús y José Blasco Aguilar, sacerdotes hijos del lugar, canónigos de la catedral de Segorbe.-

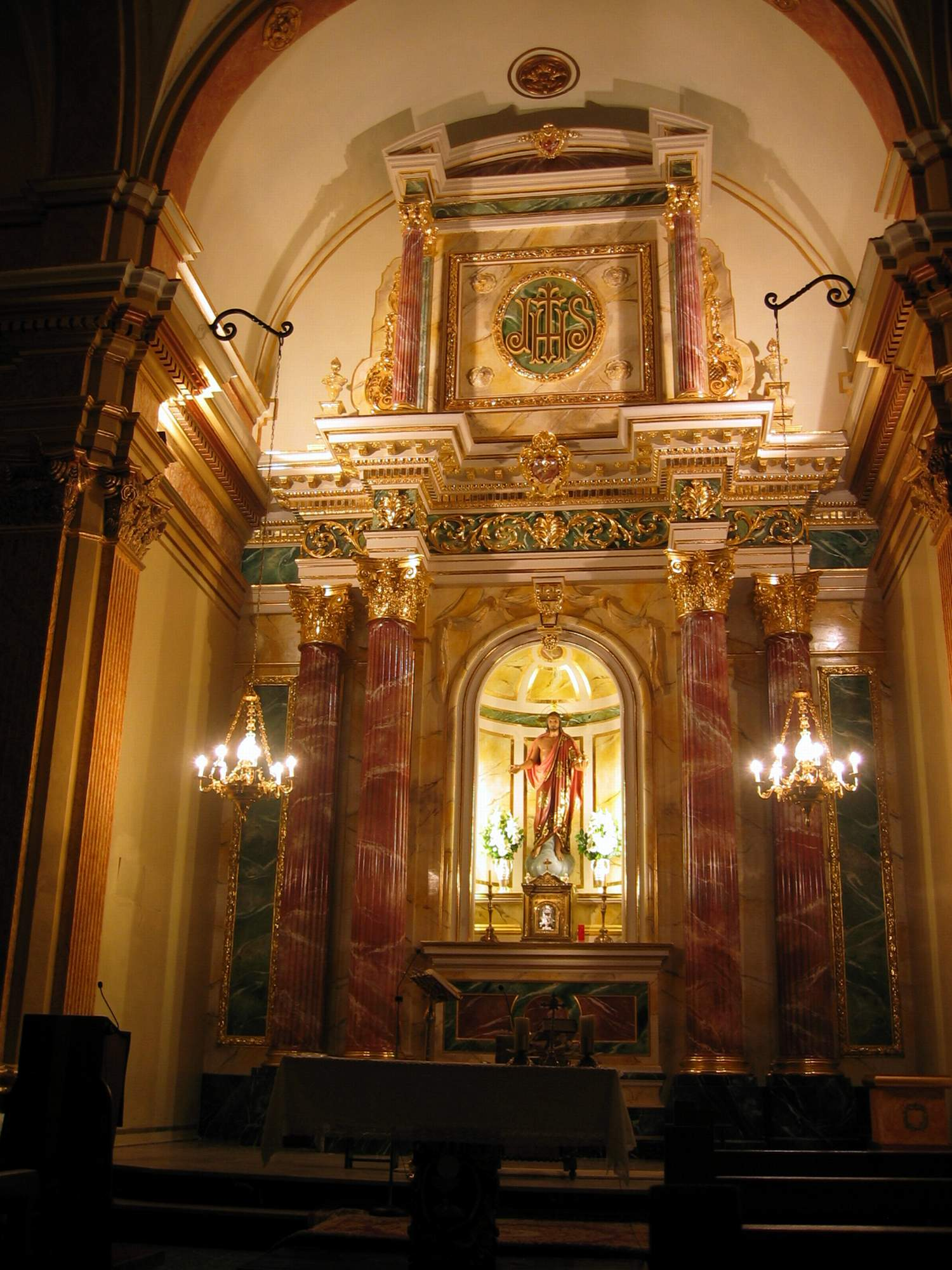
Vista frontal del Retablo mayor de la iglesia del Salvador.

## Descripción
La iglesia parroquial de Casas Bajas es un edificio exento, se halla en el centro de la población, en la base del triángulo que forma la plaza mayor del Lugar, que apunta al norte. Al exterior resulta un edificio de líneas rectas y bellamente proporcionado, respondiendo al estilo Neoclásico propio de la época en que fue construido.
Orientado en disposición este-oeste, posee planta rectangular en forma de cruz latina con crucero a la cabecera, fábrica de mampostería con piedra careada, cobertura a dos aguas en la nave y de varias vertientes en el crucero. La puerta principal y única del templo se abre a la placeta de los canónigos Blasco Aguilar y luce un amplio acroterio, con la torre-campanario a los pies, lado de la epístola.
Posee una amplia nave central con capillas laterales con arcos de medio punto y alto coro a los pies, sobre el atrio interior. Sobrepasado el crucero se observa el grandioso nuevo retablo, que responde al estilo Neoclásico, aunque ricamente ornado de oro y oropeles: Las obras de construcción del retablo comenzaron el 18 de abril de 2005 y finalizaron el 30 de junio del mismo año. Contaron con un presupuesto de 50.140, 97 €, más manutención y estancia de los técnicos. El proceso decorativo supuso el empleo de diversas técnicas: dorado mixta, dorado «al mordiente», dorado «al agua», previa preparación de la superficie. Para el dorado se utilizó oro fino italiano de 22 quilates (6.250 hojas, de 8x3 cm). La policromía consistió «en la alternancia de distintos mármoles bien fingidos, alabastro, «rojo alicante» y «verde antico» elaborados a partir de veladuras y vetas.
.

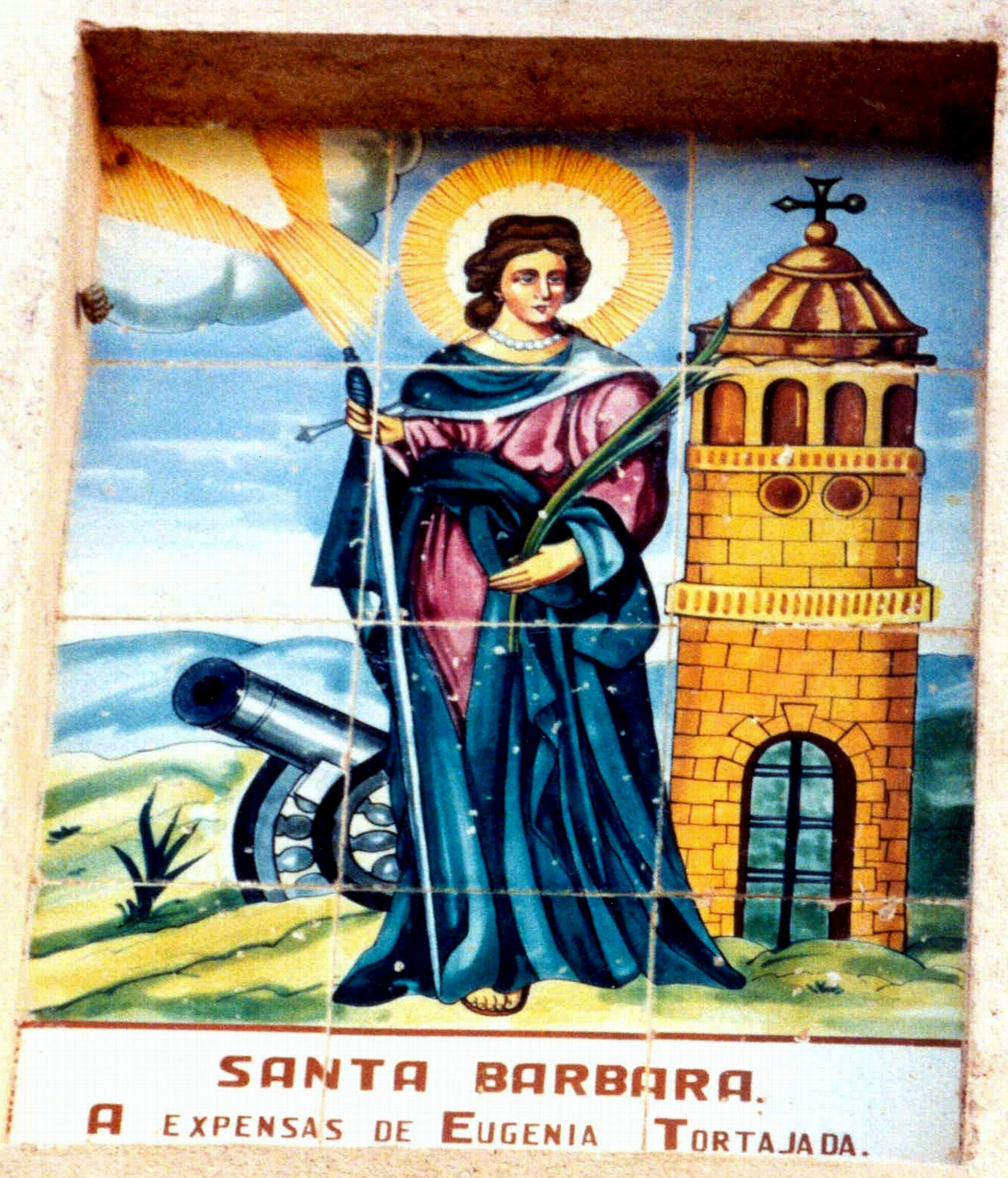
Detalle de plafón cerámico con la representación de santa Bárbara en una hornacina de la fachada principal de la parroquial de Casas Bajas (Valencia)

El señor Cardenal Arzobispo de Valencia, don Agustín García-Gasco y Vicente consagró el templo de San Salvador de Casas Bajas, el día 11 de octubre de 2003, y bendijo el Retablo mayor el 28 de septiembre de 2008 en espléndidas ceremonias de rico contenido litúrgico y teológico.--

## Galería

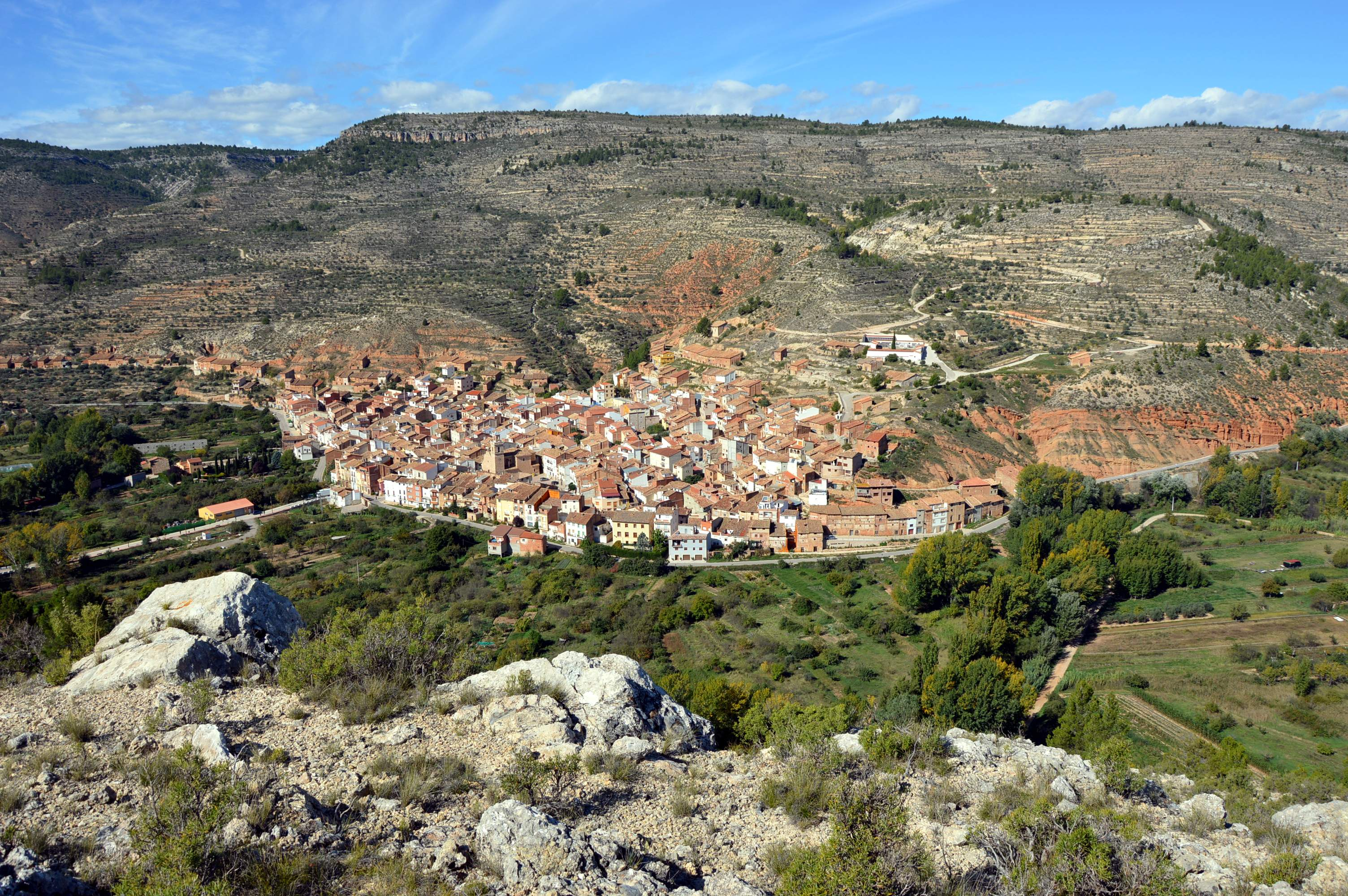
Vista general (nororiental) de Casas Bajas (Valencia), desde el cerro frontero.
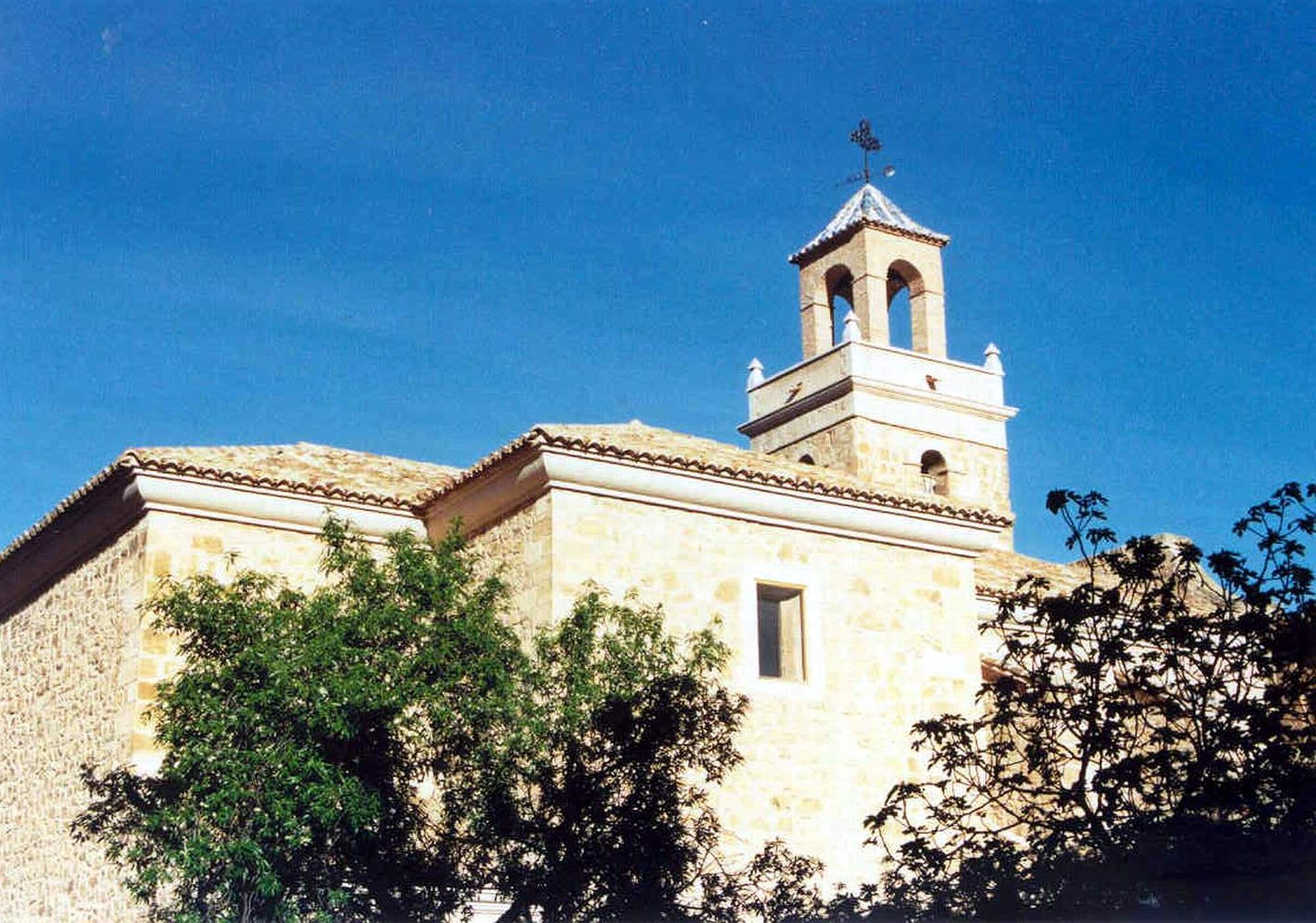
Vista meridional de la parroquial de Casas Bajas (Valencia), con detalle de la cabecera y crucero izquierdo, y la torre-campanario al fondo.
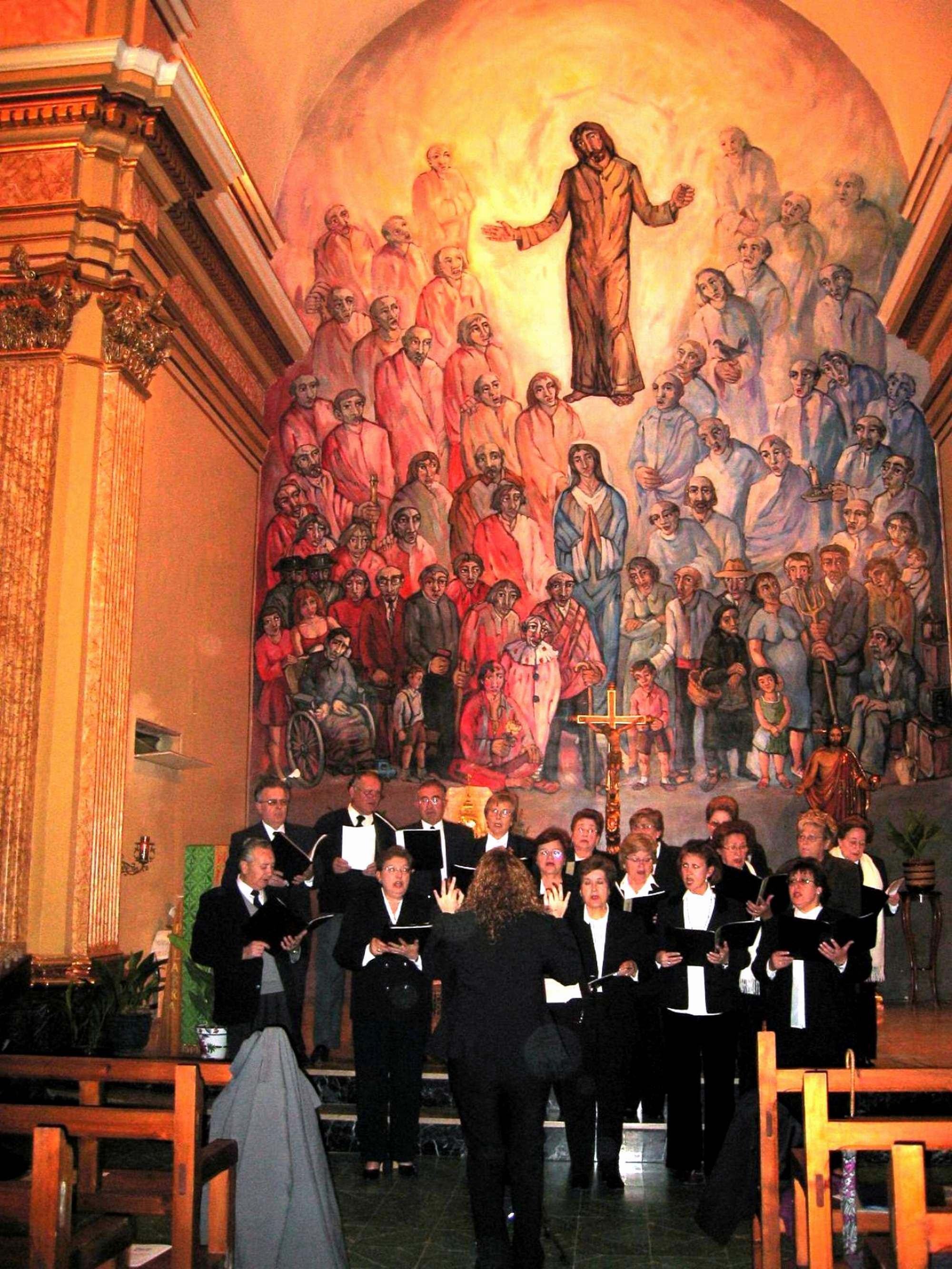
Vista frontal del antiguo retablo de pincel, obra de Salomón (1976) en la parroquial de Casas Bajas (Valencia), con detalle del Coro Interparroquial.
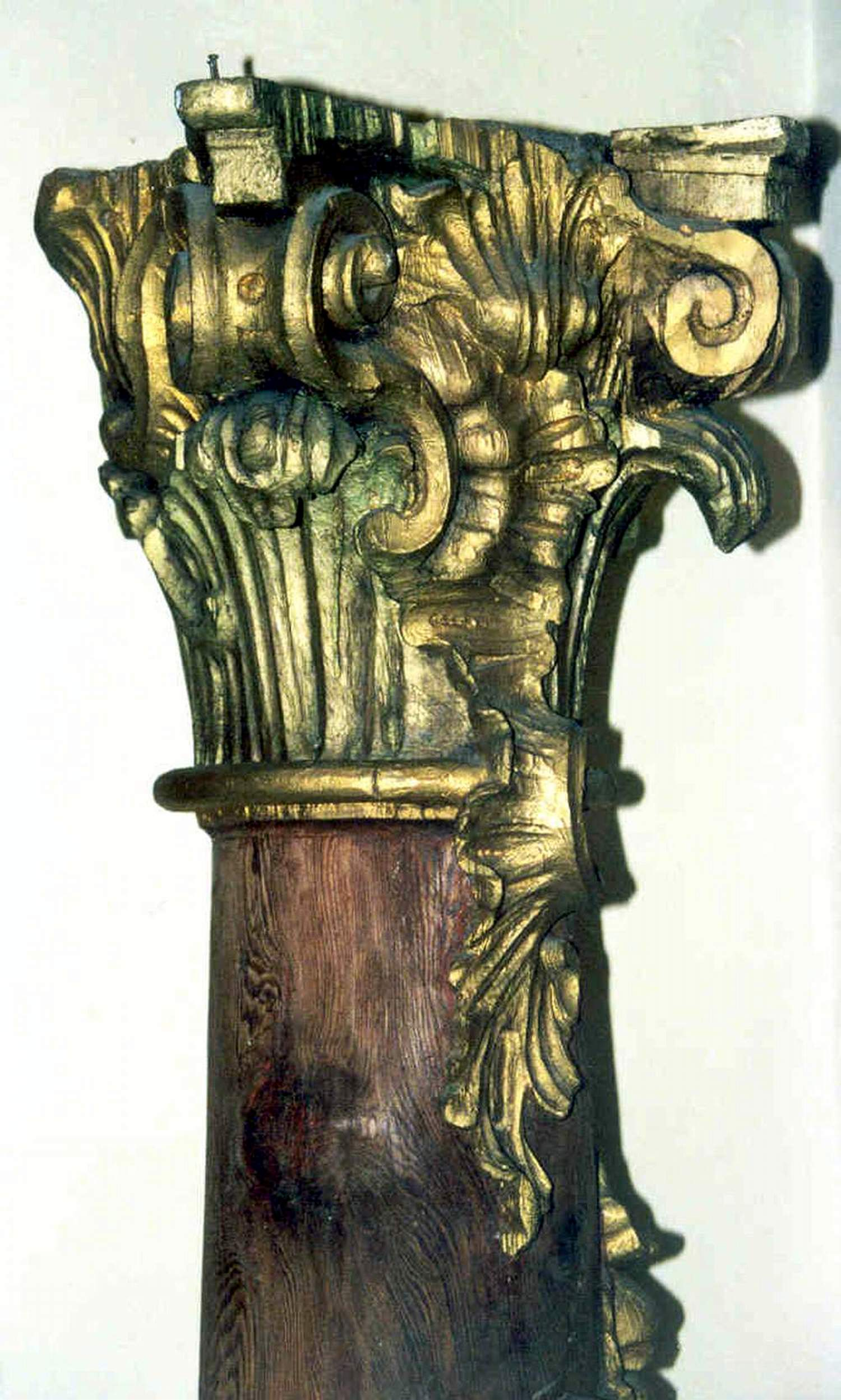
Detalle de fuste y capitel de columna restaurada en la parroquial de Casas Bajas (Valencia), correspondiente al antiguo retablo mayor del Convento de San Guillermo de Castielfabib.
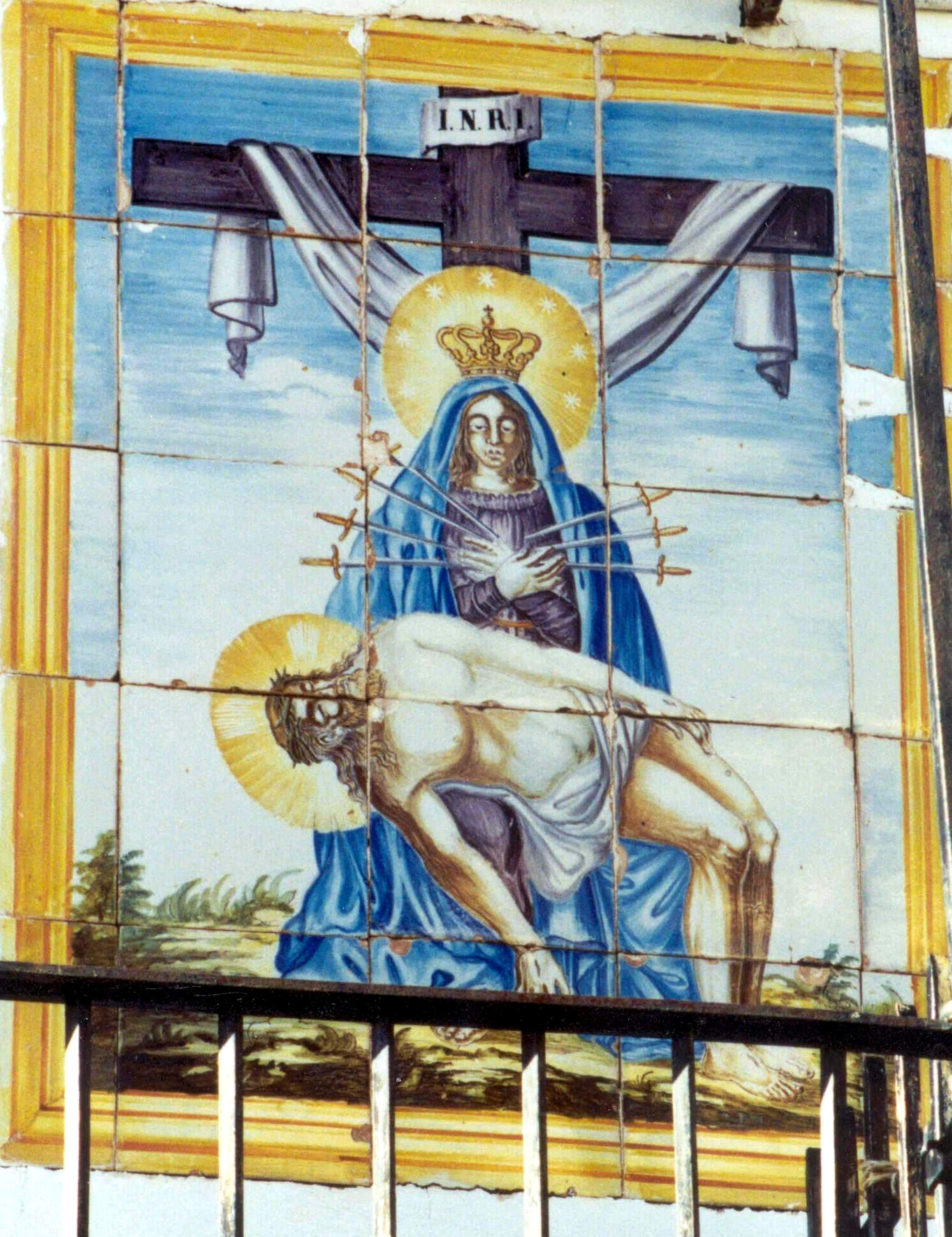
Detalle de plafón cerámico con la representación de la Virgen Dolorosa, sosteniendo a Jesús muerto entre sus brazos, en la fachada de una casa de Casas Bajas (Valencia).
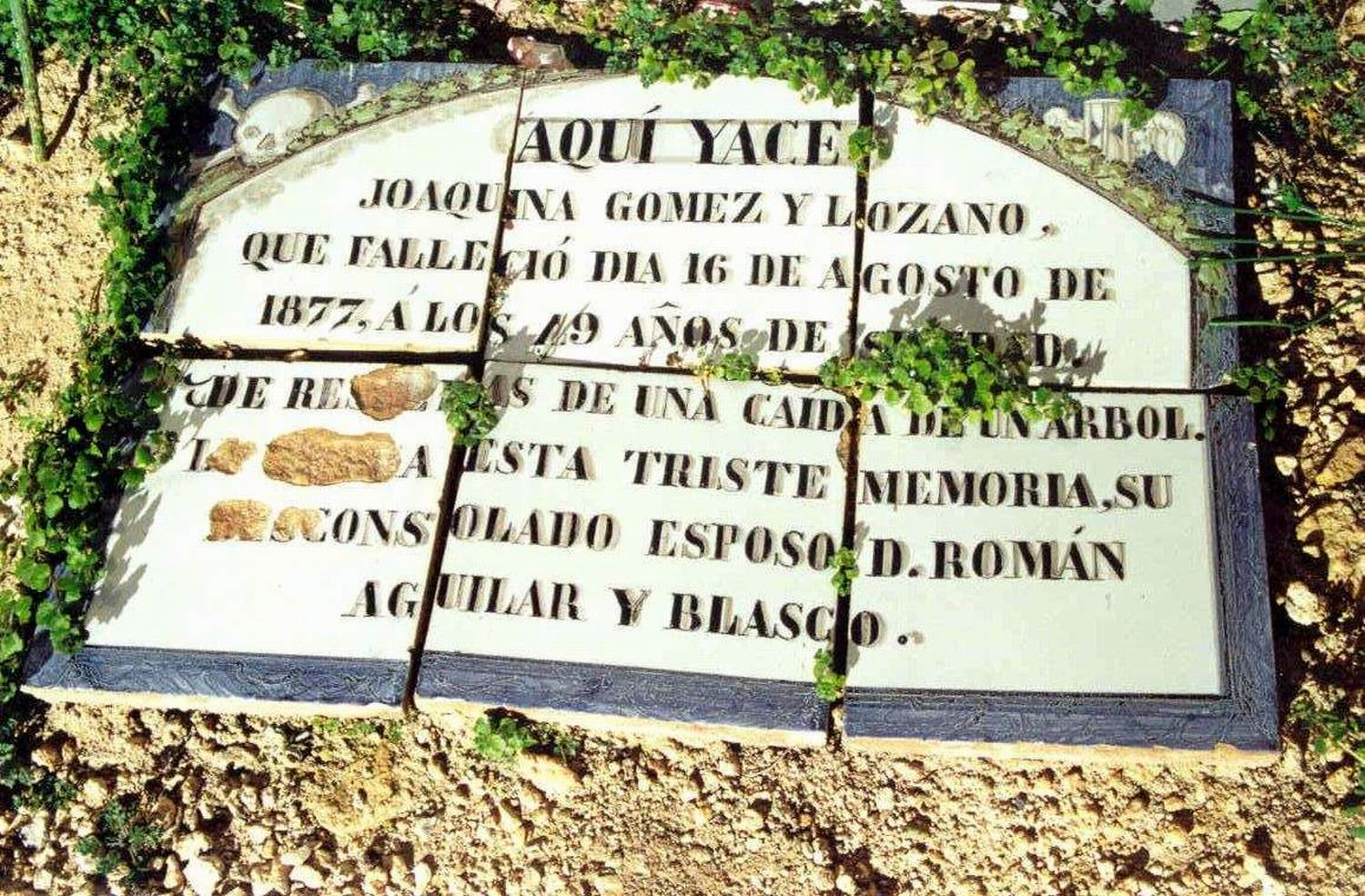
Detalle de lápida de pared en el cementerio municipal de Casas Bajas (Valencia), año 1877.
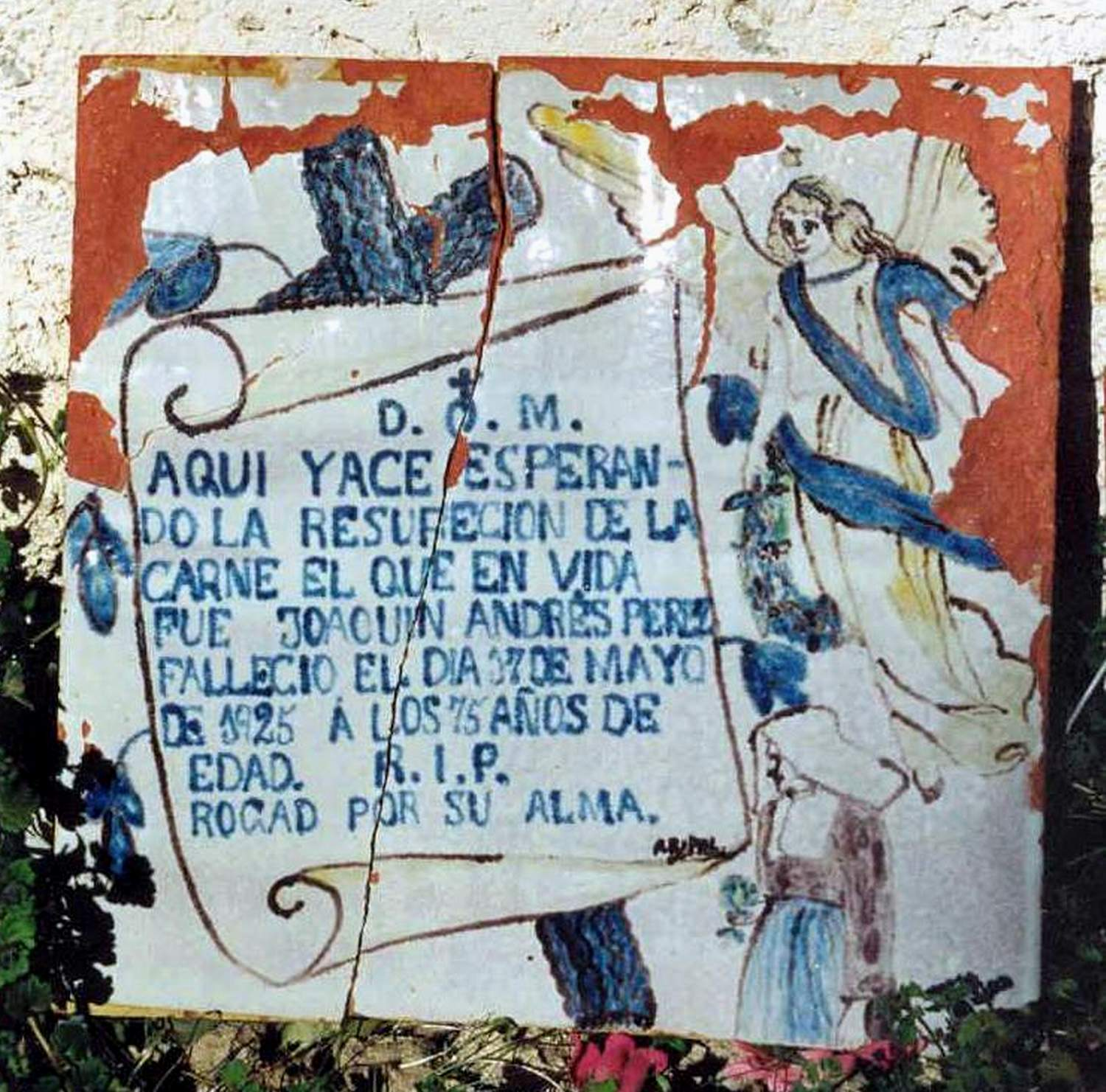
Detalle de lápida de pared en el cementerio municipal de Casas Bajas (Valencia), año 1925.